# Dettingen an der Erms
Dettingen an der Erms – miejscowość i gmina w Niemczech, w kraju związkowym Badenia-Wirtembergia, w rejencji Tybinga, w regionie Neckar-Alb, w powiecie Reutlingen. Leży nad rzeką Erms, ok. 10 km na północny wschód od Reutlingen, przy drodze krajowej B28.